# Ольховский, Владимир Сергеевич
Владимир Сергеевич Ольховский (25.12.1925, Гродиково, Аулиеатинский уезд, Сырдарьинская губерния, Киргизская автономная область, РСФСР, СССР — 03.12.1969, с. Покровка, Кировский район, Таласская область, Киргизская ССР, СССР) — командир отделения 216-го стрелкового полка 76-й стрелковой дивизии, сержант — на момент представления к награждению орденом Славы 1-й степени.

## Биография
Родился 25 декабря 1925 года в селе Гродиково (ныне — Жамбылский район Жамбылской области Республики Казахстан).
Переехал с родителями в Киргизию, жил в селе Кировское, затем в селе Покровка Таласской области. Окончил 7 классов. Работал в колхозе.
В сентябре 1942 года был призван в Красную Армию. На фронте с октября того же года. В конце 1944 года назначен командиром отделения 216-го стрелкового полка 76-й стрелковой дивизии.
15 января 1945 года вблизи местечка Клуч младший сержант Ольховский показал образцы мужества, отваги и находчивости. Когда седьмая рота в порыве атаки натолкнулась на сильный фланговый огонь противника, младший сержант сумел вовремя сориентироваться, скрытым броском занять выгодную позицию и ответным огнём из ручного пулемёта не только подавить опасные огневые точки врага, но и обратить в бегство его наступающие цепи. Преследуя врага в числе первых ворвался во вражескую траншею, ликвидировал 2 противников и 6 взял в плен. Был представлен к награждению орденом Славы 3-й степени. Через несколько дней вновь отличился.
4 февраля 1945 года у населённого пункта Дойч-Кроне младший сержант Ольховский заменил выбывшего из строя командира взвода, сам повёл взвод на штурм, захватил железобетонный дот на высоте. Уничтожив лично десять фашистов, засевших в доте, огнём из автомата самоотверженно отражал контратаки противника, стремившегося возвратить высоту. Затем, скрытно выдвинувшись вперёд, лично уничтожил гранатами расчёт станкового пулемёта и, повернув его в сторону наступающего врага, открыл огонь. Был представлен к награждению орденом Славы 2-й степени.
Приказом командира 76-й стрелковой дивизии от 3 февраля 1945 года младший сержант Ольховский Владимир Сергеевич награждён орденом Славы 3-й степени.
2-5 марта 1945 года при прорыве обороны противника у населённых пунктов Швохов, Лангенхаген, Борин сержант Ольховский со взводом уничтожил более 15 противников и пулемёт. Был ранен, но поля боя не покинул. За эти бои был представлен к награждению орденом Славы 1-й степени.
В последующих наступательных боях на пути к реке Одер сержант Ольховский продолжал командовать взводом, так как офицера ещё не прислали. 8 марта он бы тяжело ранен пулей снайпера и отправлен в тыл.
Приказом по войскам 47-й стрелковой армии от 11 марта 1945 года младший сержант Ольховский Владимир Сергеевич награждён орденом Славы 2-й степени.
Больше трёх месяцев провёл в госпиталях. Уже здесь ему был вручён орден Славы 2-й степени. В июне 1945 года был демобилизован по ранению. Вернулся в родные места.
Указом Президиума Верховного Совета СССР от 31 мая 1945 года за исключительное мужество, отвагу и бесстрашие в боях с вражескими захватчиками сержант Ольховский Владимир Сергеевич награждён орденом Славы 1-й степени. Стал полным кавалером ордена Славы.
Жил в селе Покровка (ныне — Манасский район Таласской области). Трудился в колхозе. Член КПСС с 1950 года.
Умер 3 декабря 1969 года.
Награждён орденами Славы 3-х степеней, медалями. Его именем названа улица в селе Покровка.